# Airport1 és Airport2 busz (Debrecen)
A debreceni Airport1 jelzésű autóbusz a repülőtér és a Nagyállomás között, az Airport2 a repülőtér és a Doberdó utca között közlekedik, a repülők menetrendjéhez és az ipari park dolgozóihoz igazítva. A járatokra normál díjszabás vonatkozik.

## Története
A repülőtérre a viszonylat elindulása előtt egy külön díjszabású, a várost körbekacskaringózó járat szolgálta ki. Az önkormányzat kérésére ezt megszüntették és helyette 44R jelzéssel közlekedtettek új buszjáratokat a Nagyállomás és a Repülőtér között. Az első 44R 2015 december 16-án indult el először, a régi reptéri autóbuszt kiváltva. Az új járat annyiban különbözik a régitől, hogy rövidebb útvonalon közlekedik, az útvonalán található minden megállóban megáll és normál díjszabás vonatkozik rá, ezért kapott számjelzést. Továbbá mivel a repülőkhöz igazodva éjszaka is közlekedtek buszok, a 44R-hez csatlakozva Nagyállomástól a 2-es villamoson is indítottak pár villamosjáratot, így a város egyes részeiről biztosítva a Repülőtér elérését.

A következő módosítás 2016 július elsején történt. Mivel a 44R jelzés több embert megzavart, és a 44-es busz helyett erre felszállva a Kerekestelep helyett a Repülőtérre lyukadtak ki, új jelzést kapott a változatlan útvonalon közlekedő járat: Airport1. Továbbá az éjszakai buszt és éjszakai 2-es villamost is összevonták és helyettük az összevont útvonalon Airport2 jelzéssel közlekedtetnek buszokat.

## Útvonala
Az Airport1 csak a Nagyállomás és Repülőtér, az Airport2 a Doberdó utca és a Repülőtér között közlekedik. 
| Nagyállomás és Doberdó utca felé | Airport Debrecen felé |
| --- | --- |
| Airport Debrecen vá. (Airport1 és Airport2) – Mikepércsi út – Homokkerti felüljáró – Nagyállomás vá. (Airport1) – Petőfi tér – Piac utca – Széchenyi utca – Tisza István utca – Hatvan utca – Bethlen utca – Mester utca – Csemete utca – Dózsa György utca – Nádor utca – Thomas Mann utca – Mikszáth Kálmán utca – Békessy Béla utca – Kartács utca – Doberdó utca vá. (Airport2) | Doberdó utca vá. (Airport2) – Kartács utca – Békessy Béla utca – Mikszáth Kálmán utca – Thomas Mann utca – Nádor utca – Dózsa György utca – Csemete utca – Mester utca – Bethlen utca – Hatvan utca – Tisza István utca – Széchenyi utca – Piac utca – Petőfi tér – Nagyállomás vá. (Airport1) – Homokkerti felüljáró – Mikepércsi út – Airport Debrecen vá. (Airport1 és Airport2) |

## Megállóhelyek
| 0  | ∫  | Doberdó utca végállomás (Airport2)                 | 20 | ∫  | |
| ∫  | ∫  | Kartács utca                                       | 20 | ∫  | |
| 1  | ∫  | Csokonai Vitéz Mihály Gimnázium                    | 19 | ∫  | 2 12, 23, 23Y |
| 3  | ∫  | DAB-székház                                        | 18 | ∫  | 2 12, 23 |
| 4  | ∫  | Dienes László Középiskola                          | 16 | ∫  | 2 12, 23 |
| 5  | ∫  | Dózsa György utca (↓) Nádor utca (↑)               | 15 | ∫  | 2 12, 23, 33 |
| ∫  | ∫  | Dózsa György utca                                  | 14 | ∫  | |
| 7  | ∫  | Csemete utca                                       | 13 | ∫  | 2 11, 12, 14, 15, 15Y, 43 |
| 8  | ∫  | Jókai utca (↓) Kölcsey Központ (Bethlen utca) (↑)  | 12 | ∫  | 10Y, 11, 13, 14, 24Y, 33 |
| 9  | ∫  | Hatvan utca                                        | 11 | ∫  | 13, 14, 24Y, 34, 35, 36 |
| 10 | ∫  | Debreceni Ítélőtábla (↓) Debreceni Törvényszék (↑) | 10 | ∫  | 3, 3A, 4 19, 25, 25Y, 34, 35, 36, 41, 42 |
| 11 | ∫  | Kistemplom                                         | ∫  | ∫  | 2 |
| ∫  | ∫  | Piac utca                                          | 9  | ∫  | |
| 12 | ∫  | Petőfi tér                                         | 8  | ∫  | 2 |
| 13 | 0  | Nagyállomás végállomás (Airport1)                  | 7  | 12 | 1, 2 5, 5A 10, 10A, 10Y, 14, 16, 18, 18Y, 21, 30, 30A, 30I, 30N, 37, 39, 42, 42A, 43, 44, 46, 46E, 46H, 46Y, 47, 47Y, 48, 49, 49Y, 146, A1 Helyközi buszok S506 sebesvonat, gyorsvonat, IC, EC, expresszvonat |
| 14 | 2  | Debreceni Erőmű                                    | 6  | 10 | 18, 18Y, 42, 44, 47, 47Y, 49, 49Y Helyközi buszok |
| 15 | 4  | Leiningen utca                                     | 6  | 9  | 18Y, 42, 44, 47, 47Y, 49, 49Y |
| 15 | 6  | Bulgár utca                                        | 5  | 8  | 44, 47Y, 49, 49Y Helyközi buszok |
| 16 | 7  | Hun utca                                           | 4  | 7  | 44, 47Y, 49, 49Y |
| 17 | 8  | Somolyai utca                                      | 4  | 6  | 44, 47Y, 49, 49Y Helyközi buszok |
| 20 | 13 | Airport Debrecen végállomás                        | 0  | 0  | |